# Federació Internacional de Bowling
La Federació Internacional de Bowling (FIQ) (en francès, Fédération Internationale des Quilleurs) és l'organisme internacional que regeix i promou la pràctica de les bitlles i el bowling.
Aquesta federació fundada l'any 1952 té el reconeixement del Comitè Olímpic Internacional des de l'any 1979.

## Modalitats
La FIQ regula dues modalitats de bitlles, Ninepin i Tenpin (9 i 10 bitlles) a través de dues associacions mundials:
- World Ninepin Bowling Association (WNBA)
- World Tenpin Bowling Association (WTBA)
  - Zona Americana
  - Federació Asiàtica de Bitlles
  - Federació Europea de 10 bitlles

Les 9 bitlles es practiquen bàsicament a Europa, i les 10 bitlles es practiquen principalment en tres zones: Àsia, Amèrica i Europa.

## Puntuació de la Federació Internacional de Bowling
Per tal de fer l'esport més fàcil de seguir, augmenta l'audiència de la televisió i ajudar a convertir-se en un esport olímpic, la Federació Internacional de Bowling va establir un nou tipus de puntuació.
Després de cada tirada se suma un punt per cada bitlla caiguda, però en cas de ple, el jugador rep trenta punts, i en un semiplè el jugador rep deu punts més una bonificació equivalent al nombre de bitlles caigudes en la primera tirada del semiple. La puntuació màxima és de 300, que s'aconsegueix fent deu plens seguits en una partida.

## Congressos
El primer congrés de la FIQ es va fer el novembre de 1952 a Múnic amb l'assistència de vuit federacions. Durant aquest congrés es va adoptar la primera constitució de la FIQ, que es va aplicar durant més de 20 anys.
Llista de congressos de la FIQ:
| Any  | Seu          | Seu                 |
| 1952 | Múnic        | RFA                 |
| 1953 | Zürich       | Suïssa              |
| 1955 | Saarbrücken  | Saarland            |
| 1957 | Viena        | Àustria             |
| 1959 | Leipzig      | RDA                 |
| 1961 | Straßburg    | França              |
| 1963 | Budapest     | Hongria             |
| 1965 | Stockholm    | Suècia              |
| 1967 | Salzburg     | Àustria             |
| 1969 | Mamaia       | Romania             |
| 1971 | Milwaukee    | Estats Units        |
| 1973 | Dublin       | Irlanda             |
| 1975 | Londres      | Anglaterra          |
| 1977 | Helsinki     | Finlàndia           |
| 1979 | Manila       | Filipines           |
| 1981 | Milwaukee    | Estats Units        |
| 1983 | Caracas      | Veneçuela           |
| 1985 | Viena        | Àustria             |
| 1987 | Helsinki     | Finlàndia           |
| 1989 | Wichita      | Estats Units        |
| 1991 | Singapur     | Singapur            |
| 1993 | Roma         | Itàlia              |
| 1995 | Reno         | Estats Units        |
| 1997 | Nottingham   | Anglaterra          |
| 2001 | Abu Dhabi    | Emirats Àrabs Units |
| 2003 | Kuala Lumpur | Malàisia            |
| 2005 | Aalborg      | Dinamarca           |
| 2007 | Monterrey    | Mèxic               |
| 2009 | Las Vegas    | Estats Units        |
| 2010 | Múnic        | Alemanya            |

### Presidents
| Any         | Nom                            | país         |
| 1952 – 1953 | Heinz Kopp                     | Alemanya     |
| 1953 – 1955 | Dr. Iwan Krizanic              | Iugoslàvia   |
| 1955 – 1973 | Adolf Oesch                    | Suïssa       |
| 1973 – 1977 | Kauko Ahlström                 | Finlàndia    |
| 1977 – 1983 | Frank K. Baker                 | Estats Units |
| 1983 – 1984 | Soetopo Jananto                | Indonèsia    |
| 1985 – 1995 | Roger H. Tessman               | Estats Units |
| 1995 – 2003 | Gerald L. Koenig               | Estats Units |
| 2003 – 2007 | Steve Hontiveros               | Filipines    |
| 2007 - 2011 | Jessie Phua                    | Singapur     |
| 2011 - 2015 | Kevin Dornberger               | Estats Units |
| des de 2015 | Sheikh Talal Mohammad Al-Sabah | Kuwait       |